# Vetoli
La famiglia Vetoli è una famiglia nobile italiana, iscritta nell'elenco delle famiglie nobili d'Abruzzo.

## Storia
Questa famiglia antichissima della Marsica è forse proveniente da quella che fu feudataria nel reatino e della quale si ha notizia nel Catalogus baronum dell'anno 1123, dove un Gentile Vetoli dichiarò di possedere i seguenti feudi: i castelli di Pescolo, feudo di quattro militi; Bari, di due militi; Macca Temone, di un milite; Castiglione, di un milite; Rocca Melita, di un milite; Castel Menardo, di un milite; e Colle Fecato, di un milite. Tutti questi castelli di Gentile Vetoli si trovano in Vallepietra, nel contado reatino, e possedeva in Amiterno, Vigliano di un milite, Rocca di Corno, Castro di Pizzoli e Scansano di un milite. Lo stesso Gentile Vetoli, che nel 1124 risulta essere conte, donò il monastero di San Mauro in Montesano, sito in Vallepietra, al presbitero Stefano, membro dell'Ordine dei Cassinesi.
Un altro Gentile Vetoli, figlio del suddetto, nell'anno 1150 donò lo stesso monastero, col beneplacito del presbitero Stefano, al vescovo di Rieti Dodone. Di questa donazione si ha il testo in Ughelli nella serie dei vescovi. Esso recita: «Nell'anno 1150, l'11 giugno, XIII indizione, io Gentile Vetoli, abitante nel contado di Rieti, a redenzione dell'anima mia, di mia volontà e con il consenso di Stefano, servo di Dio e di Luciana, mia moglie e dei miei figli Gentile, Bartolomeo e Giordano, nonché di Agnese abatessa, e di Sapienza monaca, mie figlie, trasmetto in perpetuo e senza riserva alcuna a te, Dodone, vescovo di Rieti, e ai tuoi successori il Monastero di S. Mauro, che è situato in Montesano che è in Vallepietra».
Nel Catalogus baronum dell'anno 1157, un Gentile Vetoli, forse lo stesso del precedente, risultava possedere in Amiterno, da parte del re signore, San Vittorino di quattro militi, Arischia e Monte Porcinari entrambi di un milite, e Poggio Santa Maria di due militi, per un totale di 17 militi e 40 serventi.
Nell'anno 1187 si riferisce di un Gentile Vetoli, nipote del senior, che, durante i preparativi per la spedizione in Terra santa, sotto il re Guglielmo II di Sicilia, promette di fornire milizie ausiliarie provenienti dai propri feudi posseduti ed elencati nell'anno 1123.
Durante la battaglia di Tagliacozzo, combattuta il 23 agosto 1268 nei piani Palentini tra Corradino di Svevia e Carlo I d'Angiò, i Vetoli, di fazione guelfa, furono apertamente schierati con quest'ultimo, mentre i De Ponte, di fede ghibellina, rimasero neutrali al conflitto.
Nel 1493 il vescovo Giovambattista De Ponte fece donazione di tutti i propri beni, riservandosi 400 scudi annui, a Baldassare, primogenito di Sante Vetoli e della propria sorella Buzia (o Tuzia). Ed è così che la casata dei De Ponte e il castello medievale di Corcumello confluirono nella famiglia Vetoli, che assunse la denominazione di De Ponte-Vetoli.
Sante Vetoli, uomo di lettere, accorto ed eloquente, fu mandato nel 1494 da Gentile Virginio Orsini, conte di Albe e Tagliacozzo, come ambasciatore a Firenze per risolvere le controversie che aveva con la famiglia Colonna. È probabile, come pensa il Brogi, che l'oggetto della missione riguardasse invece le mire espansionistiche del re Carlo VIII di Francia, e in ciò sappiamo che il re Alfonso II di Napoli, per scongiurare il pericolo, si rivolse a tutti i potentati d'Italia ed affidò a Gentile Virginio Orsini la difesa del Regno di Napoli. Quindi la missione di Sante, come scrisse il Brogi, «si abbia riferire ai casi travagliosi del Regno, piuttosto che a comporre questioni particolari fra due famiglie».
Il castello di Corcumello continuò ad essere la residenza principale dei Vetoli, ma dal XVIII secolo la famiglia cominciò a spostare i suoi interessi verso Scurcola Marsicana, dove acquistò dalla famiglia Simeoni un grande palazzo edificato nel XVI secolo nel centro del paese, che col tempo divenne sempre più un punto di riferimento. In questo periodo fu fatto redigere dai Vetoli un catasto nel quale furono menzionati tutti i loro possedimenti nella Marsica, situati a Corcumello, Cappadocia, Cappelle, Castellafiume, Cese, Magliano, Morino, Pagliara, Pescocanale, Poggio Filippo, Petrella, Rocca di Cerro, Scurcola Marsicana, Sorbo, Tagliacozzo, Vallepietra e Villa di Tagliacozzo.
La famiglia Vetoli fu inoltre insigne per autorità e per altre cose: a tal proposito vi fu, ad esempio, un Giovanni Vetoli che nel 1687 scrisse l'Historia della miracolosa imagine di S. Maria de' Bisognosi, con argomento il relativo santuario, e, tra i membri più recenti, il conte Alberto Vetoli che fu nominato per un triennio, tramite D.M. del 24 novembre 1930, regio ispettore onorario dei monumenti, degli scavi ed oggetti d'antichità ed arte nei comuni di Capistrello, Castellafiume e Scurcola Marsicana.

## Struttura della casata
Nella rivista nobiliare Il Patriziato si dimostra che partendo da Berardo Berardi dei Conti dei Marsi detto "il Francisco" esiste una linea di discendenza diretta fino ai Vetoli, seppur per via femminile.
|         |         |                                  |             |                       |                       |
|         |         | Carolingi                        |             |                       |                       |
|         |         |                                  |             |                       |                       |
|         |         |                                  |             |                       |                       |
|         |         | Berardi Conti dei Marsi          |             |                       |                       |
|         |         |                                  |             |                       |                       |
|         |         |                                  |             |                       |                       |
|         |         | De Ponte                         |             |                       |                       |
|         |         |                                  |             |                       |                       |
|         |         |                                  |             |                       |                       |
|         |         | Vetoli                           |             |                       |                       |
|         |         |                                  |             |                       |                       |
|         |         |                                  |             |                       |                       |
|         |         | matrimoni con le famiglie nobili |             |                       |                       |
|         |         |                                  |             |                       |                       |
|         |         |                                  |             |                       |                       |
| D'Amore | D'Amore | Marimpietri                      | Marimpietri | Sebastiani Del Grande | Sebastiani Del Grande |